# Kley (Dortmund)
Kley ist der Statistische Bezirk 72 und zugleich ein westlicher Stadtteil der kreisfreien Großstadt Dortmund. Er gehört zum Stadtbezirk Lütgendortmund.
Der Stadtteil geht zurück auf ein westfälisches Bauerndorf, welches im Zuge der Industrialisierung durch die benachbarten Zechen Oespel und Borussia urbanisiert wurde.

## Geographie
Kley liegt etwa acht Kilometer westlich der Dortmunder Innenstadt.
Im Osten Kleys überwiegen Reiheneigenheime und kleinere Mehrfamilienhäuser. Im Westen Kleys befinden sich die zwischen Kleyer Feld und Kleybredde gelegene moderne Eigenheim-Siedlung sowie die 1964 von der VEBA Wohnstätten AG auf dem ehemaligen Gelände des Kramerschen Hofes errichtete Siedlung Echeloh, die mit 728 Wohneinheiten den größten zusammenhängenden Siedlungsbereich Kleys darstellt.
Im Südosten des Stadtteils liegt das Naturschutzgebiet Dorneywald.

## Geschichte
Kley wurde erstmals um 1150 als de Cleige im Urbar der Reichsabtei Werden erwähnt. Vor und um 1220 als Cleie in der Vogteirolle des Stifts Essen. Im Volmarsteiner Lehnsregister wurde der Ort in Cleye von 1351 bis 1432 geführt. 1440 wird ein Hans Hodde van Kleye urkundlich erwähnt. 1565 ein Everdt van Cley. Im Jahr 1486 erscheint erstmals der heutige Ortsname Kley. Eine Deutung des Ortsnamens bleibt unklar. Es könnte mit Ort am/auf Kleiboden umschrieben werden.
Kley gehörte im Spätmittelalter und der Frühen Neuzeit mit eigener Bauerschaft (Kley) im Amt Bochum zur Grafschaft Mark. Laut dem Schatzbuch der Grafschaft Mark von 1486 hatten die 5 Steuerpflichtigen Hofbesitzer in der Bauerschaft zwischen 3 und 6 Goldgulden an Abgabe zu leisten. Darunter vier große Höfe mit jeweils 6 Goldgulden Abgabe.
Im 19. Jahrhundert war Kley eine Landgemeinde im Landkreis Dortmund und Amt Lütgendortmund. 1885 hatte die Gemeinde (plus 3 Wohnplätze) eine Fläche von 2,13 km², davon 130 ha Ackerland, 17 ha Wiesen und 12 ha Holzungen. Es gab 50 Wohngebäude mit 130 Haushaltungen und 774 Einwohner.
Kley wurde am 1. April 1928 eingemeindet.
Ein berühmter Sohn der Ortschaft Kley ist Wilhelm Tönnis, der Nestor der Neurochirurgie, der als Spross der alteingessenen Kleyer Bauernfamilie Tönnis auf dem seit ca. 1600 bestehenden Tönnishof in Kley geboren und auf dem Oespeler Friedhof begraben wurde. Das 1884 errichtete neoklassizistische bäuerliche Herrenhaus der Familie Tönnis dient heute dem international bekannten Architektenbüro Gerber und Partner als Sitz.
Über Jahrzehnte war Kley Wohnort von Albert Schulze-Vellinghausen.

## Bevölkerung
Struktur der Kleyer Bevölkerung:
- Bevölkerungsanteil der unter 18-Jährigen: 15,5 % [Dortmunder Durchschnitt: 16,2 % (2018)][6]
- Bevölkerungsanteil der mindestens 65-Jährigen: 19,0 % [Dortmunder Durchschnitt: 20,2 % (2018)][7]
- Ausländeranteil: 18,3 % [Dortmunder Durchschnitt: 22,3 % (2024)][8]
- Arbeitslosenquote: 8,8 % [Dortmunder Durchschnitt: 11,0 % (2017)][9]

Das durchschnittliche Einkommen in Kley liegt leicht oberhalb des Dortmunder Durchschnittes.

### Bevölkerungsentwicklung
| Jahr      | 1987 | 2003 | 2008 | 2013 | 2016 | 2018 | 2020 | 2022 | 2023 | 2024 |
| --------- | ---- | ---- | ---- | ---- | ---- | ---- | ---- | ---- | ---- | ---- |
| Einwohner | 3495 | 3404 | 3359 | 3408 | 3449 | 3462 | 3410 | 3465 | 3450 | 3445 |

## Verkehr
Durch den Ort führt die S-Bahn-Strecke Bochum–Dortmund. Die S-Bahn-Linie 1 hält am Haltepunkt Dortmund-Kley.
| Linie | Verlauf | Takt                                      |
| ----- | --- | ----------------------------------------- |
| S 1   | Solingen Hbf – SG-Vogelpark – Hilden Süd – Hilden – D-Eller – D-Eller Mitte – D-Oberbilk – D-Volksgarten – Düsseldorf Hbf – D-Wehrhahn – D-Zoo – D-Derendorf – D-Unterrath – D-Flughafen – Angermund – DU-Rahm – DU-Großenbaum – DU-Buchholz – DU-Schlenk – Duisburg Hbf – MH-Styrum – Mülheim (Ruhr) Hbf – E-Frohnhausen – Essen West – Essen Hbf – E-Steele – E-Steele Ost – E-Eiberg – Wattenscheid-Höntrop – BO-Ehrenfeld – Bochum Hbf – BO-Langendreer West – BO-Langendreer – DO-Kley – DO-Oespel – DO-Universität – DO-Dorstfeld Süd – DO-Dorstfeld – Dortmund Hbf Stand: Fahrplanwechsel Dezember 2023 | 30 min 15 min (Essen–Dortmund wochentags) |

## Persönlichkeiten
- Wilhelm Tönnis (1898–1978), Neurochirurg